# به دنبال آقای ایده‌آل
به دنبال آقای ایده‌آل (به انگلیسی: Looking for Mr. Perfect) یک فیلم کمدی اکشن و عاشقانه به کارگردانی رینگو لام محصول سال ۲۰۰۳ سینمای هنگ کنگ می‌باشد، فیلم داستان یک پلیس زن را روایت می‌کند که همیشه بدترین شانس را در عشق داشته است. او در سفر به مالزی سرانجام با مرد رویاهایش آشنا می‌شود. با این حال، آقای ایده‌آل او ممکن است آن چیزی نباشد که به نظر می‌رسد.

## داستان
پس از اینکه افسر پلیس گریس مظنونی را که در مقابل دستگیری مقاومت می‌کند را می‌کشد، به او توصیه می‌شود که مدتی مرخصی بگیرد. او و دوستش جوی که همیشه گریس را تشویق به ازدواج و ترک شغل خطرناکش می‌کند، برای استراحت به مالزی سفر می‌کنند. در حالی که جوی در آنجاست، برای شرکت در یک سری عکس‌برداری برای یک شرکت ساعت‌سازی دیده می‌شود، در حالی که یک جفت تبهکار، آقای پون و دوست دخترش، در تلاش برای فروش یک سیستم ردیابی موشک دزدیده شده هستند. گریس عاشق مردی می‌شود که مخفیانه یک افسر مخفی است که سعی می‌کند جنایتکاران را دستگیر کند.

## بازخوردها
- وب سایت نقد و بررسی brns.com امتیاز ۷٫۵ از ۱۰ را به فیلم داده و نوشته است: «فیلم دارای فضای آرام بخشی است زیرا کمدی، عاشقانه و اکشن را در یک بسته کوچک شایان ستایش ترکیب می‌کند که احساس می‌کند بعد از آن بیدار می‌شوید.»[۲]
- وب سایت نقد و بررسی فیلم آسیایی به این فیلم امتیاز ۲½ از ۵ ستاره داده و آن را «فیلمی کمیاب، سبک، براق و غیر شهری در فیلم‌شناسی برجسته رینگو لام» و «تعقیب و گریز تماشایی جت اسکی» و «تأثیرگذار» آنرا ستوده است.[۳][۴]

## مشخصات فیلم
- عنوان اصلی: 奇逢敵手, Qí féng díshǒu / Kei fung dik sau
- عنوان فارسی: به دنبال آقای ایده‌آل
- کارگردان: رینگو لام
- سناریو: رینگو لام و مایک کسی
- فیلمبرداری: راس دبلیو کلارکسون
- تهیه‌کننده: دیوید م. ریچاردسون
- موسیقی: راجر وانگ
- کشور سازنده: هنگ کنگ
- قالب: رنگی - ۳۵ میلی‌متر - ۱٫۸۵: ۱ - دالبی دیجیتال
- ژانر: اکشن، کمدی و عاشقانه
- مدت: ۱۰۱ دقیقه
- تاریخ انتشار: ۲۰۰۳